# Selección de voleibol sub-21 de los Países Bajos
La selección de voleibol sub-21 de los Países Bajos representa a los Países Bajos en el voleibol masculino y partidos amistosos bajo la edad de 21 años y se rige por la Asociación Neerlandesa de Voleibol que es una filial de la Federación Internacional de Voleibol (FIVB) y también parte de la Confederación Europea de Voleibol (CEV).

## Participaciones

### Campeonato Mundial de Voleibol Masculino Sub-21
| Año   | Pos.         |
| ----- | ------------ |
| 1977  | No clasificó |
| 1981  | No clasificó |
| 1985  | 8°           |
| 1987  | No clasificó |
| 1993  | No clasificó |
| 1995  | 6°           |
| 1997  | No clasificó |
| 2003  | No clasificó |
| 2005  | 4°           |
| 2007  | No clasificó |
| 2019  | No clasificó |
| Total | 3/20         |

## Jugadores

### Equipo actual
Los siguientes jugadores son los jugadores holandeses que han competido en el Campeonato Europeo de Voleibol Masculino Sub-20 de 2018.
| #  | Nombre             | Pos.             | Altura | Peso | Fecha | Pico | Bloqueo |
| -- | ------------------ | ---------------- | ------ | ---- | ----- | ---- | ------- |
| 1  | Van Andel Jordi    | Libero           | 185    | 85   | 1999  | 318  | 303     |
| 2  | Benne Nimo         | Atacante externo | 199    | 91   | 2000  | 340  | 325     |
| 3  | Nijeboer Daan      | Libero           | 185    | 85   | 2000  | 318  | 303     |
| 4  | Abraham Cas        | Atacante externo | 191    | 86   | 1999  | 337  | 320     |
| 5  | Van Dam Noah       | Setter           | 193    | 85   | 1999  | 330  | 314     |
| 6  | Tijhuis Sjors      | Bloqueador medio | 196    | 86   | 2000  | 341  | 326     |
| 7  | Tuinstra Bennie    | Atacante externo | 197    | 84   | 2000  | 346  | 320     |
| 8  | Luini Leon         | Atacante externo | 200    | 87   | 2000  | 345  | 334     |
| 9  | Van Solkema Rik    | Opuesto          | 198    | 92   | 1999  | 341  | 321     |
| 10 | Bes David          | Bloqueador medio | 202    | 85   | 1999  | 348  | 334     |
| 11 | Streutker Daan     | Opuesto          | 200    | 88   | 1999  | 348  | 334     |
| 12 | Berkhout Joris     | Setter           | 196    | 78   | 1999  | 346  | 320     |
| 14 | Brilhuis Martijn   | Opuesto          | 201    | 92   | 2001  | 345  | 334     |
| 15 | Hofhuis Luuk       | Bloqueador medio | 201    | 96   | 2001  | 338  | 325     |
| 15 | Van Muijden Jesper | Bloqueador medio | 199    | 93   | 2001  | 345  | 322     |
| 16 | De Jong Tieme      | Setter           | 194    | 87   | 2001  | 321  | 311     |
| 17 | Bak Yannick        | Atacante externo | 196    | 72   | 2001  | 331  | 316     |
| 18 | Hoge Bavel Luuk    | Atacante externo | 194    | 81   | 2001  | 328  | 319     |
| 18 | Martherus Nick     | Libero           | 180    | 68   | 2001  | 321  | 313     |
| 19 | Meijs Alex         | Atacante externo | 190    | 70   | 1999  | 337  | 320     |
| 20 | Bakker Niek        | Atacante externo | 190    | 70   | 1999  | 337  | 330     |
| 21 | De Hoogh ens       | Atacante externo | 190    | 70   | 1999  | 337  | 320     |